# Caio Pláucio Venão Ipseu
Caio Pláucio Venão Ipseu ou Caio Pláucio Venox Ipseu (em latim: Gaius Plautius Venno/Venox Hypsaeus) foi um político da gente Pláucia da República Romana, eleito cônsul por duas vezes, em 347 e 341 a.C., com Tito Mânlio Imperioso Torquato e Lúcio Emílio Mamercino Privernato respectivamente.

## Primeiro consulado (347 a.C.)
Em 347 a.C., Caio Pláucio foi eleito juntamente com Tito Mânlio Imperioso Torquato. Durante seu mandato não foram registrados conflitos com outras cidades. Internamente, foi decidido que os débitos seriam pagos um quarto à vista e o resto em anualmente por três anos. As taxas foram reduzidas em 1/24 (4,1%).

## Segundo consulado (341 a.C.)
Seis anos depois, foi eleito novamente, desta vez com Lúcio Emílio Mamercino Privernato. No último ano da Primeira Guerra Samnita, Lúcio Emílio ficou responsável pela campanha contra os samnitas enquanto Caio Pláucio lutava contra os privernatos e os volscos de Âncio.
Depois de derrotar facilmente os privernatos, que, ao final do combate, foram expulsos de dois-terços de suas terras, Caio Pláucio se voltou contra os volscos que estavam acampados perto de Satrico. O combate, duríssimo e de resultado incerto, foi interrompido ao cair da noite sem um vencedor claro. Mas, acreditando terem perdido, os volscos abandonaram seu acampamento durante a noite, permitindo que os romanos arrasassem seu território.
Foi, todavia, convencido, segundo o relato de Lívio, a renunciar antes do término de seu mandato por causa da  eleição dos cônsules que iriam conduzir a iminente guerra contra os latinos.